# Hiccoda diplogramma
Hiccoda diplogramma är en fjärilsart som beskrevs av George Francis Hampson 1908. Hiccoda diplogramma ingår i släktet Hiccoda och familjen nattflyn. Inga underarter finns listade i Catalogue of Life.